# PowerPC e600
A PowerPC e600 a Freescale Semiconductor által a 2000-es évek elején fejlesztett 32 bites PowerPC mikroprocesszormagok egy családja, amelyet elsősorban nagy teljesítményű egylapkás rendszerekben (SoC) való felhasználásra terveztek, a 2 GHz feletti sebességtartományban, ezáltal ideálisak voltak nagy teljesítményű útválasztási és távközlési alkalmazásokhoz. Az e600 a PowerPC 74xx tervezet folytatása.
Az e600 egy szuperskalár sorrendtől eltérő (out-of-order) RISC mag 32/32 KiB L1 adat- és utasítás-gyorsítótárakkal, egy hét fokozatú, három utasítás kibocsátására képes utasítás-futószalaggal, betöltő/tároló egységgel, rendszer regiszterrel, hatékony elágazásjóslással, fixpontos egységgel, egy kétszeres pontosságú FPU-val és egy továbbfejlesztett 128 bites AltiVec egységgel, amely korlátozott sorrenden kívüli végrehajtásra képes. A magot úgy tervezték, hogy képes legyen multiprocesszált környezetben és többmagos konstrukciókban működni, és nagy méretű L2 gyorsítótárat kezelni a lapkán belül.
Az e600-as mag teljes mértékben visszafelé kompatibilis a PowerPC magokkal, amelyekből származik.

## CPU-k

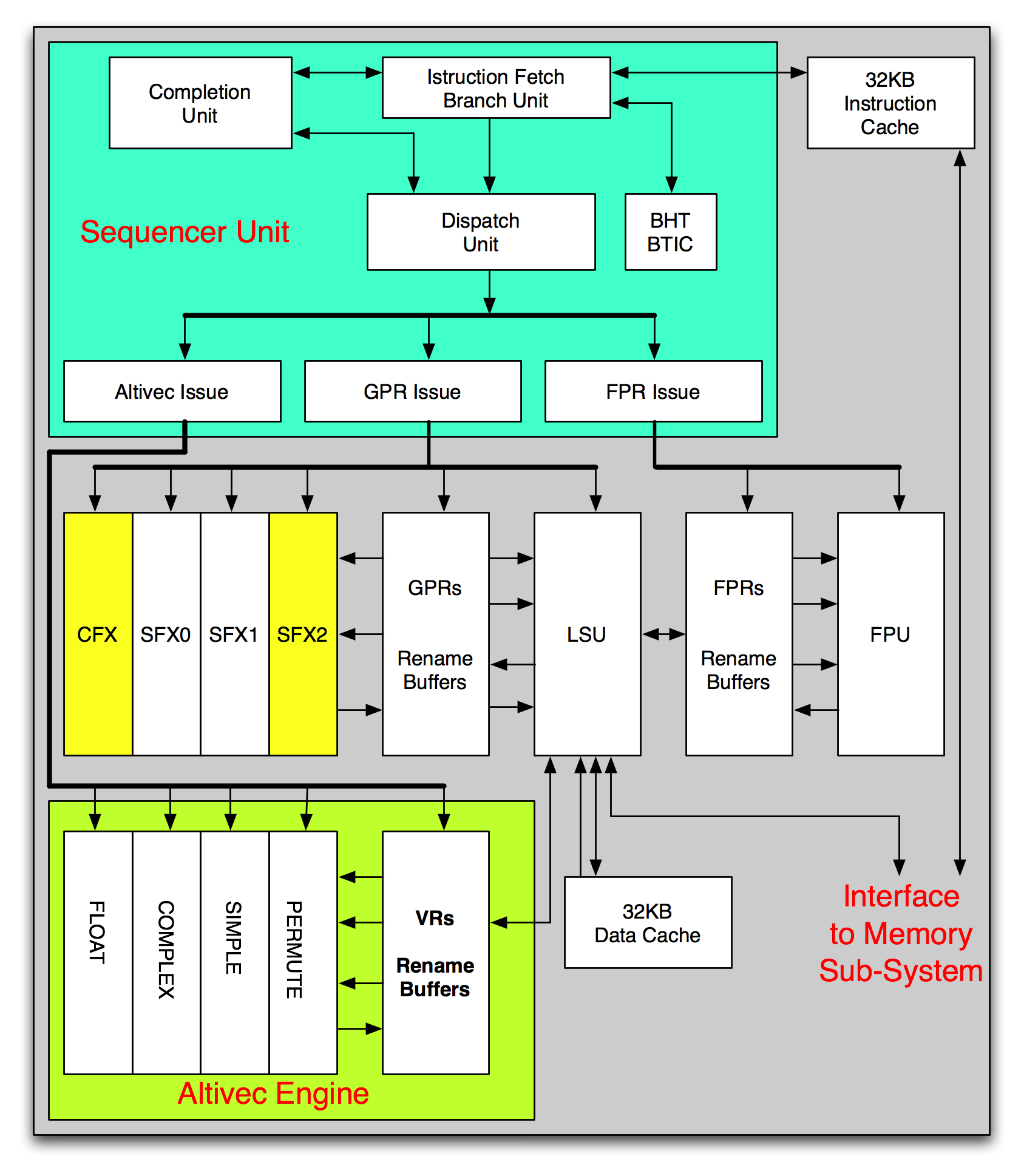
Az e600-as mag szerkezete

2004-ben a Freescale átnevezte a PowerPC 74xx magot e600-ra, és a tervezés fókuszát áthelyezte az általános CPU-król a felső kategóriás beágyazott egylapkás eszközökre (SoC), és egy új elnevezési sémát vezetett be, az MPC86xx alakú eszközjelöléseket. A 7448-as processzormag lett volna az utolsó tiszta 74xx és ez képezte az új e600 mag alapját.

### MPC7448
A 7448 a PowerPC 7447 továbbfejlesztése: lényegében nem más, mint a 7447B egy gyorsabb (max. 2 GHz) és energiatakarékosabb változata, amelyet 90 nm-en gyártottak, 1 MiB L2 gyorsítótárral rendelkezik, legfeljebb 200 MHz-es előoldali sínnel (front side bus) és a Freescale új szabványos magját, az e600-at tartalmazza.

### MPC864x
A 74xx sorozatban található, korlátozott sávszélességű külső MPX buszinterfészhez kapcsolódó problémákat megoldották az egyszeres (MPC8641) vagy kétszeres (MPC8641D) e600 magokban, a gyorsabb RapidIO rendszerinterfész, kettős x8-as PCI Express segítségével és egy lapkára integrált, a be/kimenet, a processzormagok és a kettős 64 bites (ECC-képes) DDR2-memóriavezérlők között kiépített 667 MHz-es MPX összeköttetéssel. Az eszköz rendelkezik még négy lapkára integrált Gigabit Ethernet vezérlővel, és TCP/UDP terheléscsökkentő funkciókkal. A kétmagos MPC8641D támogatja az aszimmetrikus többprocesszoros feldolgozást, ami lehetővé teszi egyidejűleg két operációs rendszer futtatását ugyanazon az eszközön, az erőforrásokat megosztva de egymástól nagyrészt függetlenül.
Az MPC8641 (egymagos) és MPC8641D (kétmagos) processzorok 90 nm-es SOI alapú eljárással készültek. A 8641-es kevesebb mint 16 W-ot fogyaszt 1,33 GHz-en, a 8641D pedig kevesebb mint 25 W-ot 1,5 GHz-en.
A 2008 nyarán bemutatott, az MPC8640 és MPC8640D csipek alacsony fogyasztású, olcsóbb változatai az MPC8641-es alkatrészeknek. 1–1,25 GHz-es órajelen teljesítményfelvételük 14–21 W, miközben minden más tekintetben megegyeznek idősebb testvéreikkel.

### MPC8610
2007-ben mutatták be az MPC8610-et, amely egy gazdagép/hoszt processzor. Ez integrált grafikai processzorral rendelkezik, ami támogatja a 24 bites képernyőket, egészen a 1280 × 1024 pixeles képernyőméretig. CPU-ja egymagos, 256 KiB lapkára integrált L2 gyorsítótárral. 90 nm-es folyamattal gyártották, 667 és 1333 MHz közötti sebességet ér el.

## Eszközlista
Ez lista az ismert, e600 magon alapuló kialakítások teljes listája (a régebbi 74xx-es kialakításokat kivéve). A képek illusztrációk és nem méretarányosak.
| Név              | kép | gyártástechnológia | tranzisztorok | lapkaméret | magok | órajel          | L2 gyorsítótár          | L3 gyorsítótár | tok                       | bevezetés |
| ---------------- | --- | ------------------ | ------------- | ---------- | ----- | --------------- | ----------------------- | -------------- | ------------------------- | --------- |
| MPC7448          |     | 90 nm SOI          | 90 M          | 58,44 mm2  | 1     | 1000 – 1700 MHz | 1024 KiB                | nincs          | 360 tűs CBGA 360 tűs CLGA | 2005      |
| MPC8641D MPC8641 |     | 90 nm SOI          | 225 M         | 177,87 mm2 | 2 1   | 1000 – 1500 MHz | 2× 1024 KiB 1× 1024 KiB | nincs          | 1023 tűs CBGA             | 2007      |
| MPC8610          |     | 90 nm SOI          |               | 82,45 mm2  | 1     | 667 – 1333 MHz  | 256 KiB                 | nincs          | 783 tűs PBGA              | 2008      |
| MPC8640D MPC8640 |     | 90 nm SOI          | 225 M         | 177,87 mm2 | 2 1   | 1000 – 1250 MHz | 2× 1024 KiB 1× 1024 KiB | nincs          | 1023 tűs CBGA             | 2008      |

## Fordítás
Ez a szócikk részben vagy egészben  a   PowerPC e600 című angol Wikipédia-szócikk ezen változatának fordításán alapul.  Az eredeti cikk szerkesztőit annak laptörténete sorolja fel. Ez a jelzés csupán a megfogalmazás eredetét és a szerzői jogokat jelzi, nem szolgál a cikkben szereplő információk forrásmegjelöléseként.